# Кёнигсварта
Кёнигсварта или Ра́кецы (нем. Königswartha; в.-луж. Rakecy) — коммуна в Германии, в земле Саксония. Подчиняется административному округу Дрезден. Входит в состав района Баутцен. Население составляет 3780 человек (на 31 декабря 2010 года). Занимает площадь 41,39 км². Официальный код района — 14 2 72 200.

## История
19 мая 1813 года около населённого пункта произошло боестолкновение между Барклай-де-Толли русско-прусской армии с передовыми частями армии Нея.
В настоящее время входит в состав культурно-территориальной автономии «Лужицкая поселенческая область», на территории которой действуют законодательные акты земель Саксонии и Бранденбурга, содействующие сохранению лужицких языков и культуры лужичан. Официальным языком в населённом пункте, помимо немецкого, является лужицкий.

## Сельские округа
- Варта (Stróža)
- Йонсдорф (Jeńšecy)
- Каминау (Kamjenej)
- Коммерау (Komorow)
- Низендорф (Niža Wjes)
- Нойдорф (Nowa Wjes)
- Ойтрих (Jitk)
- Оппиц (Psowje)
- Труппен (Trupin)
- Энтеншенке (Kača Korčma)